# Provincia de Sanma
Sanma es una provincia al sur del Pacífico perteneciente a Vanuatu, ocupa la isla más grande del archipiélago, Espíritu Santo, localizada aproximadamente a 2500 km al noreste de Sídney, Australia.
Tiene una población de 32.340 y 4.248 km². Su capital es Luganville.